# Vanyume
Vanyume (Beñemé) /naziv Mohave Indijanaca, nepoznatog je značenja/, pleme američkih Indijanaca porodice Shoshonean, uže skupine Serrano, nastanjenih več nekih 2,500 godina duž rijeke Mohave u području pustinje Mohave, Kalifornija. Njihov jezik, član porodice Shoshonean, uže skupine Takic, najsrodniji je s jezikom Indijanaca Kitanemuk. 
Vanyume su bili maleno miroljubivo pleme, lovci i sakupljači žira, čiji broj nije nikada iznosio više od 250 ljudi (1700), od kojih ih je 2000. preostalo oko 50. Od njihovih sela poznata su po imenu Atongaibit, Cacameat, Guacaibit i Topipapit, a imali su ih još najmanja dva.
U kontakt s Europljanima dolaze možda 1771. utemeljenjem misije San Gabriel Arcangel. No 1776 njihovim područjem prolazo otac Garces koji ih naziva Beñemé, a nalazi ih duž rijeke Mohave. Kasnije će (1806) otac José Maria de Zalvidea pokrstit neke od njih, vjerojatno stanovnike sela Guacaibit, a četiri godine kasnije (1810) Španjolci odvode stanovnike sela Topipapait na misiju San Fernando. Vanyume će najviše stradati 1819. godine kada su ih napali Mohave i mnoge poklali, i nakon ovog gubitka više se brojčano nikada nisu oporavili. Od 250 koliko ih je bilo 1800. njihov broj se po procjeni od 1900 pa do 2000. kreće na oko 50.
Danas dijelom žive s Fernandeño Indijancima, a jedan dio (Mojave River Band Of Vanyume Indians) živi u Hesperiji, gdje su se 1996. vratila šestorica iz plemena Vanyume. 

## Vanjske poveznice
- Vanyume  Arhivirana inačica izvorne stranice od 26. rujna 2007. (Wayback Machine)
- Santa Clarita Valley History In Pictures
- Antelope Valley Indian Peoples